# Cantone di Mehun-sur-Yèvre
Il Cantone di Mehun-sur-Yèvre è una divisione amministrativa dell'arrondissement di Vierzon.
A seguito della riforma approvata con decreto del 21 febbraio 2014, che ha avuto attuazione dopo le elezioni dipartimentali del 2015, è passato da 5 a 15 comuni.

## Composizione
I 5 comuni facenti parte prima della riforma del 2014 erano:
- Allouis
- Berry-Bouy
- Foëcy
- Mehun-sur-Yèvre
- Sainte-Thorette

Dal 2015 i comuni appartenenti al cantone sono i seguenti 15:
- Allouis
- Berry-Bouy
- Brinay
- Cerbois
- Chéry
- Foëcy
- Lazenay
- Limeux
- Lury-sur-Arnon
- Massay
- Mehun-sur-Yèvre
- Méreau
- Preuilly
- Quincy
- Sainte-Thorette